# Karakola
Karakola byla vojenská manévrovací taktika pro jezdectvo. Slovo pochází ze španělského caracol, což znamená „šnek“. Tato technika byla využívána jezdectvem vybaveným palnými zbraněmi od první poloviny 16. století a začala postupně upadat během 17. století, ale občas se objevila i později.

## Princip
Jedna eskadrona jezdectva, například dragouni, vyzbrojena střelnými zbraněmi najížděla obloukem před nepřátelský pěší útvar a ostřelovala postupně jeho střed. Eskadrona se pak vždy vrátila, nabila a podnikla druhé kolo. Druhá eskadrona stála mimo dostřel protivníka s připravenými palaši a jakmile oddíl vyzbrojený palnými zbraněmi narušil nepřátelskou formaci, vrhla se na ni a vnikla vzniklou mezerou do jádra nepřátelské formace, kterou následně rozprášila.